# Central Daylight Time

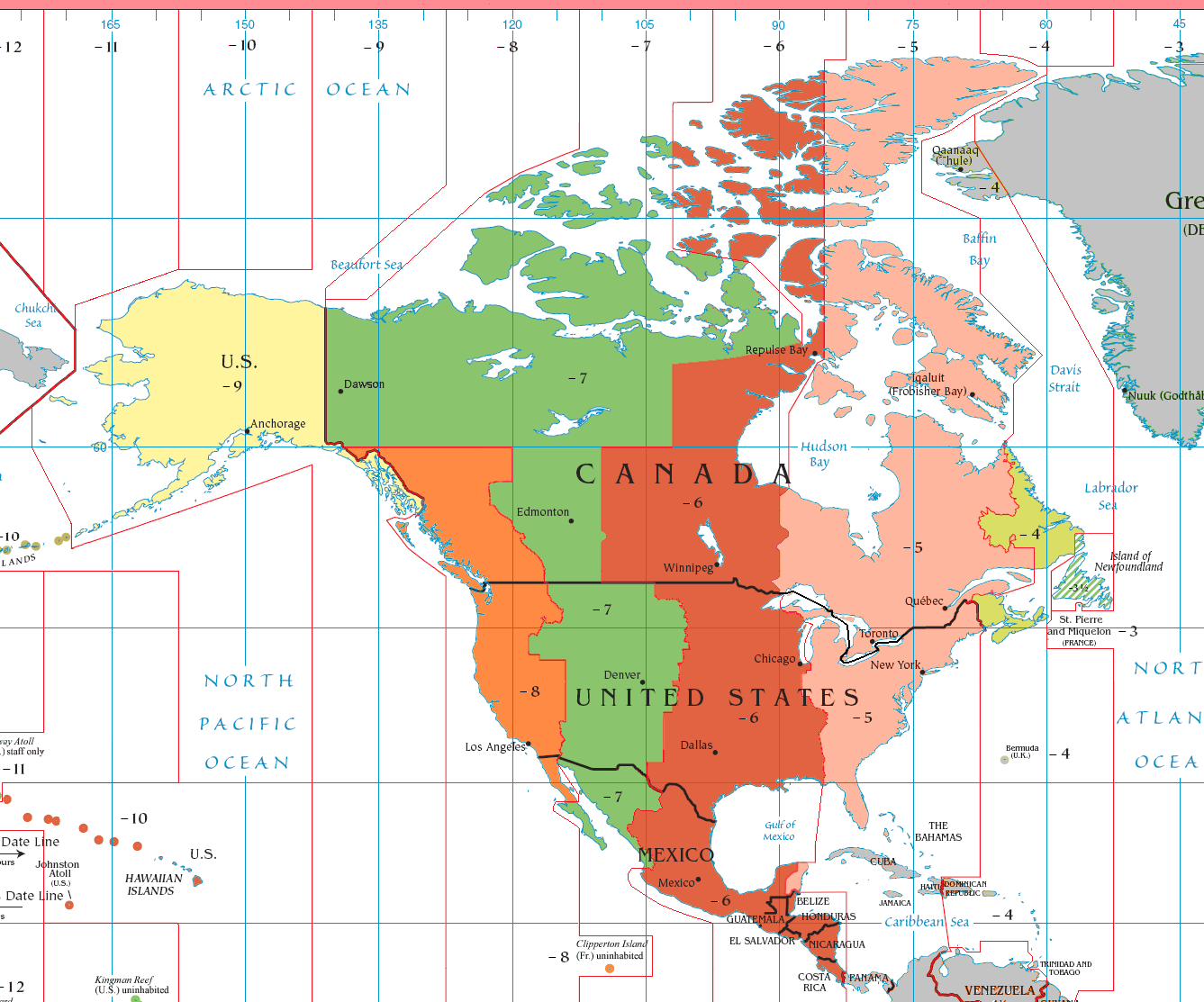
CST of UTC−6 tijdens wintertijd

Central Daylight Time of CDT is de term voor zomertijd in de tijdzone in het midden van Noord-Amerika. CDT is gelijk aan Central Standard Time plus 1 uur, ofwel UTC−5.